# Sambaúva
Sambaúva  (Davilla latifolia) é um tipo de arbusto pertencente ao género de plantas vulgarmente conhecidas como cipó-de-fogo. É nativo do Brasil, onde se apresenta nos estados de Rio de Janeiro, São Paulo e Minas Gerais. Tem folhas elípticas e coriáceas. As flores formam rácimos compostos. É ainda conhecida pelos nomes vulgares de sambaibinha e sambaíba.